# Euphémie Lefebvre
Euphémie Lefebvre (parfois orthographié Lefèvre) est une domestique française. Née à la Martinique, elle est active entre les années 1780 et le 20 mars 1815. Son histoire est fortement lié à son service auprès de l'impératrice des Français Joséphine de Beauharnais (1763-1814) et de ses enfants, Eugène, dont elle est la gouvernante, et Hortense de Beauharnais. 
« Mulâtresse », Euphémie Lefebvre, surnommée Mimi par son entourage, reçoit beaucoup  d'affection de la part de l'impératrice, dont elle est la sœur de lait. Selon une théorie issue d'une rumeur contemporaine, Lefebvre est probablement sa sœur naturelle, fille de Joseph-Gaspard de Tascher de La Pagerie, et donc une « créole de couleur », d'après le mot de Théophile Mercier. Cette rumeur gêne Napoléon Ier qui, une fois empereur, l'écarte de la Cour en lui faisant épouser un domestique de la Maison de son épouse, M. Lefebvre, et lui offre une généreuse pension de retraite. Durant la Première restauration, le couple Lefebvre cache Hortense jusqu'au bref retour de Napoléon Ier à Paris.

## Biographie

### Une bâtarde de Tascher?

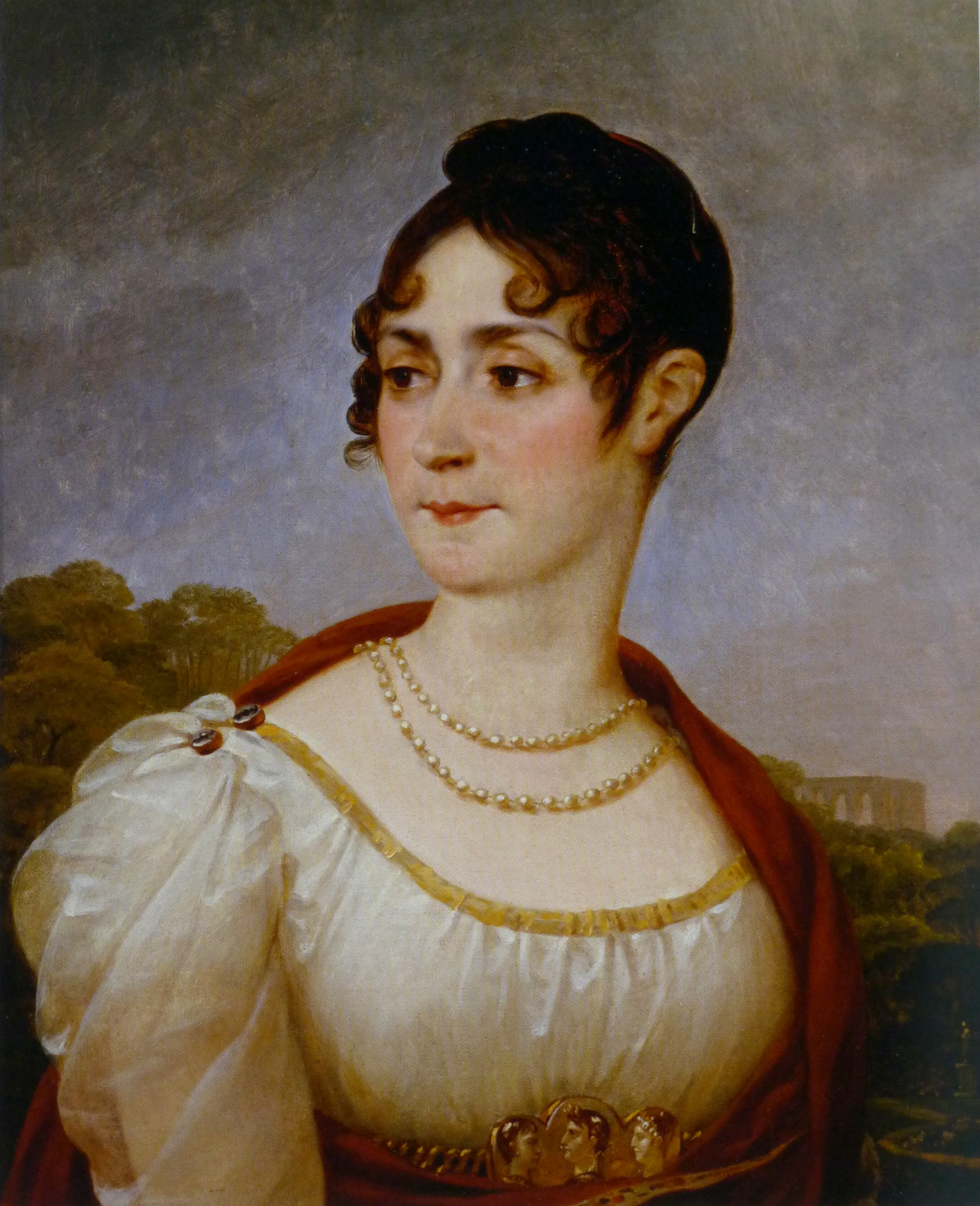
Joséphine de Beauharnais par le baron Gros, vers 1809.

Dans ses Mémoires, Louis Constant Wairy, premier valet de chambre de Napoléon Ier, rapporte la rumeur selon laquelle Euphémie Lefebvre serait une sœur naturelle de l'impératrice Joséphine. Constant n'en juge pas la crédibilité et reste prudent sur cette information. En 1839, dans son essai sur Émilie de Beauharnais, Théophile Mercier, mari de Faustine Galatoire, une amie de Françoise de Beauharnais, reflète l'opinion de cette dernière en écrivant que : « [j]usqu'à son dernier jour, Joséphine conserva le plus tendre attachement pour sa sœur naturelle consanguine, madame Lefebvre, créole de couleur. »
André Gavoty estime la naissance possible d'Euphémie entre 1756 et 1760, durant le célibat du lieutenant Joseph-Gaspard de Tascher de La Pagerie, alors revenu dans la colonie de Martinique. Une sœur aînée du lieutenant, Désirée-Euphémie Tascher (1739-1803) est possiblement sa marraine et peut lui avoir donné son prénom, avant de quitter l'île pour la métropole à la mi-juin 1760, avec son mari Auguste Renaudin, qui l'avait épousée le 19 avril 1759. Euphémie n'est pas mentionnée dans les archives des Tascher lorsque ceux-ci vivent aux Trois-Îlets, entre 1761 et 1766. Elle conservait soigneusement un portrait et beaucoup d'objets ayant appartenu au père de Joséphine, pour lequel elle avait un « culte », ce qui peut aller dans le sens de cette théorie.

### Gouvernante d'Eugène de Beauharnais (1781-1786)
Euphémie et Marie-Josèphe-Rose de Tascher de La Pagerie, dite plus tard Joséphine de Beauharnais, sont éduquées à La Petite Guinée, plantation coloniale en Martinique, appartenant à la famille de Tascher. Elles ont pour nourrice Marion, mulâtresse libre, qui vécut auprès de Mme Tascher de La Pagerie, jusqu'à la mort de cette dernière en 1807 aux Trois-Îlets. 
En 1779, Euphémie suit Rose en France, où celle-ci va épouser le général-vicomte Alexandre de Beauharnais. La servante reste auprès de M. Tascher de La Pagerie, père de la mariée, tombé gravement malade durant la traversée. Au début de 1782, il rentre en Martinique. Eugène de Beauharnais naît le 3 septembre 1781 à Paris et Euphémie devient sa gouvernante. Le 5 septembre 1782, elle et Rose sont à Noisy-le-Grand quand elles apprennent le départ nocturne et précipité du vicomte de Beauharnais pour la Martinique, sans les informer ni les saluer. Euphémie retourne à Paris avec la vicomtesse et Mlle Philippe, servante, pour s'installer rue Neuve Saint-Charles, dans un hôtel particulier loué par le vicomte. À la naissance de la petite Hortense, le 10 avril 1783, Beauharnais rejette cette paternité depuis la Martinique. Revenu et installé à Noisy, il écrit à son épouse, dans une lettre du 20 octobre : « [v]ous m'obligeriez d'envoyer à Paris mes chevaux et ma voiture pour dimanche prochain 26 courant. Si Euphémie veut profiter de cette occasion pour y amener Eugène, j'en serai très reconnaissant et je lui devrai un plaisir, il y a bien longtemps que je n'en ai goûté ». 
À la surprise d'Euphémie, Beauharnais kidnappe son fils, profitant que Rose s'est retirée à l'abbaye de Penthemont, dont elle en sort dix-huit mois plus tard, séparée à l'amiable du vicomte. Eugène est à la charge de son père, mais sa mère obtient sa garde jusqu'à cinq ans. Durant l'automne 1785, la vicomtesse Rose, ses enfants et Euphémie habitent à Fontainebleau, auprès du marquis de Beauharnais, père du vicomte, et de son amante Désirée-Euphémie Renaudin, qui était séparée de son époux. Euphémie est très bien intégrée dans l'entourage de Rose ; un cousin de Fort-Royal, Charles Tascher, lui fait parfois la cour.
Au début de 1786, Euphémie emmène Eugène voir son père qui le réclame, à Paris. Elle en profite pour lui donner, au nom de la vicomtesse, la liste des meubles et des bijoux offerts à celle-ci à l'occasion de leur mariage, et que le vicomte réclamait.

### La révolution française (1789-1799)

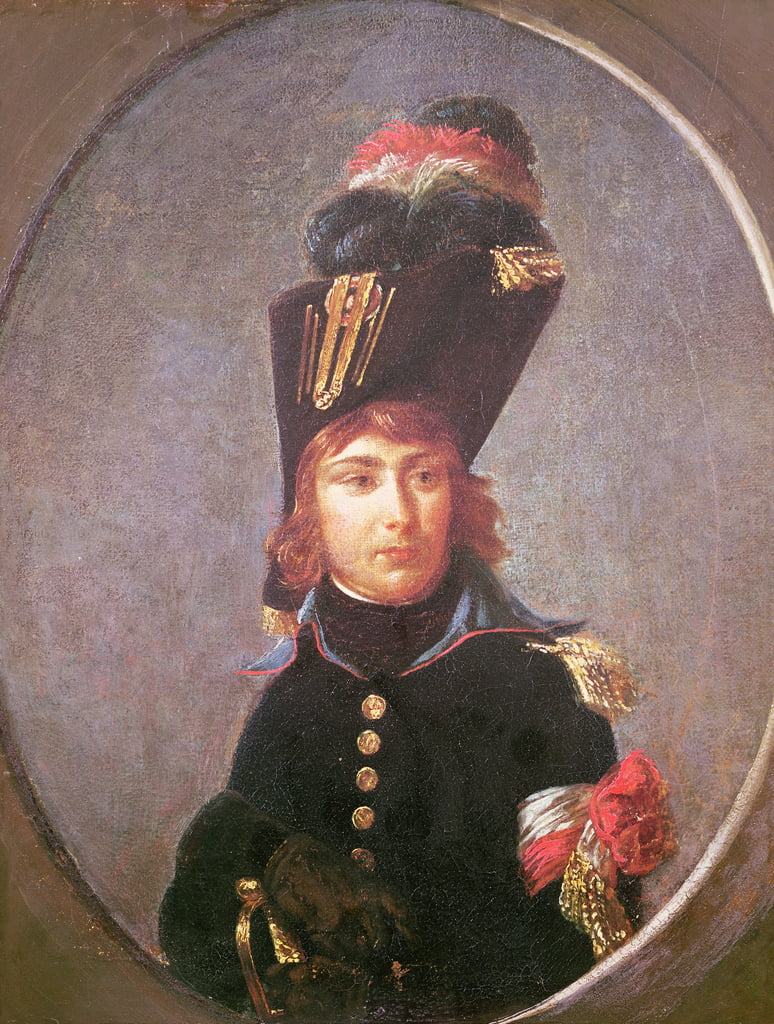
Eugène de Beauharnais, vice-roi d'Italie par le baron Gros, 1798.

À l'été 1788, Rose de Beauharnais, Hortense et Euphémie embarquent au Havre pour s'installer à Fort-Royal. La Révolution française commence à l'ouverture des États généraux le 5 mai 1789, et la Déclaration des droits de l'homme et du citoyen de 1789 proclame l'égalité entre les citoyens. Les Noirs, révoltés afin d'être égaux aux Blancs, bombardent Fort-Royal, le 4 septembre 1790. Les trois femmes quittent l'île en hâte, embarquant à bord du Sensible, et arrivent à la rade de Toulon le 29 octobre.
Après la fermeture du collège d'Harcourt en 1793, Eugène est rendu à sa gouvernante pendant dix-huit mois. Celle-ci s'inquiète de ses problèmes aux yeux. Après une tentative ratée de faire émigrer Eugène et Hortense en Angleterre, Eugène est mis en pension par Beauharnais à Strasbourg. Durant la Terreur, Alexandre et Rose de Beauharnais sont emprisonnés à la prison des Carmes, respectivement en janvier et en avril 1794 : il est guillotiné (23 juillet 1794) et elle est libérée (6 août 1794). Euphémie et Mlle de Lannoy, gouvernante d'Hortense, veillent sur les enfants dans la demeure de la rue Saint-Dominique. Peu après la libération de la vicomtesse, Eugène n'a que quinze ans quand il rejoint l'armée de l'Ouest, sous les ordres du général Hoche, au grand émoi de sa gouvernante.
Eugène revient en avril 1795. Il reste six mois auprès de sa gouvernante, avant d'entrer au collège irlandais de Saint-Germain-des-Prés, à côté de la pension de Mme Campan, où était Hortense. Rose de Beauharnais, courtisée par les généraux de la Révolution française et les directeurs gouvernant la France, néglige ses enfants.  Le 9 mars 1796, elle épouse le général Napoléon Bonaparte, qui la surnomme Joséphine et avec qui elle préfère passer son temps. Euphémie ajoute ses propres reproches à ceux d'Eugène et Hortense, qu'elle s'efforce de réconforter et de visiter. Lorsque la générale Bonaparte rejoint son mari à Milan, elle les lâche tous les trois, laissant à Euphémie la gestion son hôtel particulier, rue Chantereine.
Au printemps 1797, Eugène part pour l'Italie, rejoignant l'état-major de son beau-père ; en octobre, Euphémie reçoit Louis Bonaparte, qui vient soigner son genoux malade. Le 5 décembre, elle accueille le général Bonaparte, puis Hortense et la cousine Émilie de Beauharnais, qui accompagnait le vieux marquis à Paris. Le 31 décembre, la rue Chantereine devient rue de la Victoire, en l'honneur de la brillante campagne d'Italie (1796-1797) dirigée par Napoléon Bonaparte. La générale revient le 2 janvier 1798, puis quinze jours plus tard Eugène, qui avait manqué d'être assassiné avec le général Duphot, tué lors d'une émeute à Rome.
En 1798, Bonaparte pense partir avec son épouse, Eugène et Euphémie pour sa campagne d’Égypte. Euphémie part pour Toulon avec Eugène et Charles-Louis Pfister, intendant de Bonaparte. Cependant, les deux femmes restent en France et s'installent à  Plombières-les-Bains, dans les Vosges. Après une chute de balcon qui l'immobilise, la générale demande à Euphémie de faire venir Hortense. Deux mois plus tard, la jeune femme et Euphémie retournent à Paris. En avril 1799, le couple Bonaparte achète le château de Malmaison. Le 9 novembre 1799, le général Bonaparte et ses partisans font un coup d'État, établissant le Consulat, marquant traditionnellement la fin de la Révolution.

### Du Consulat aux Cent-Jours (1799-1815)

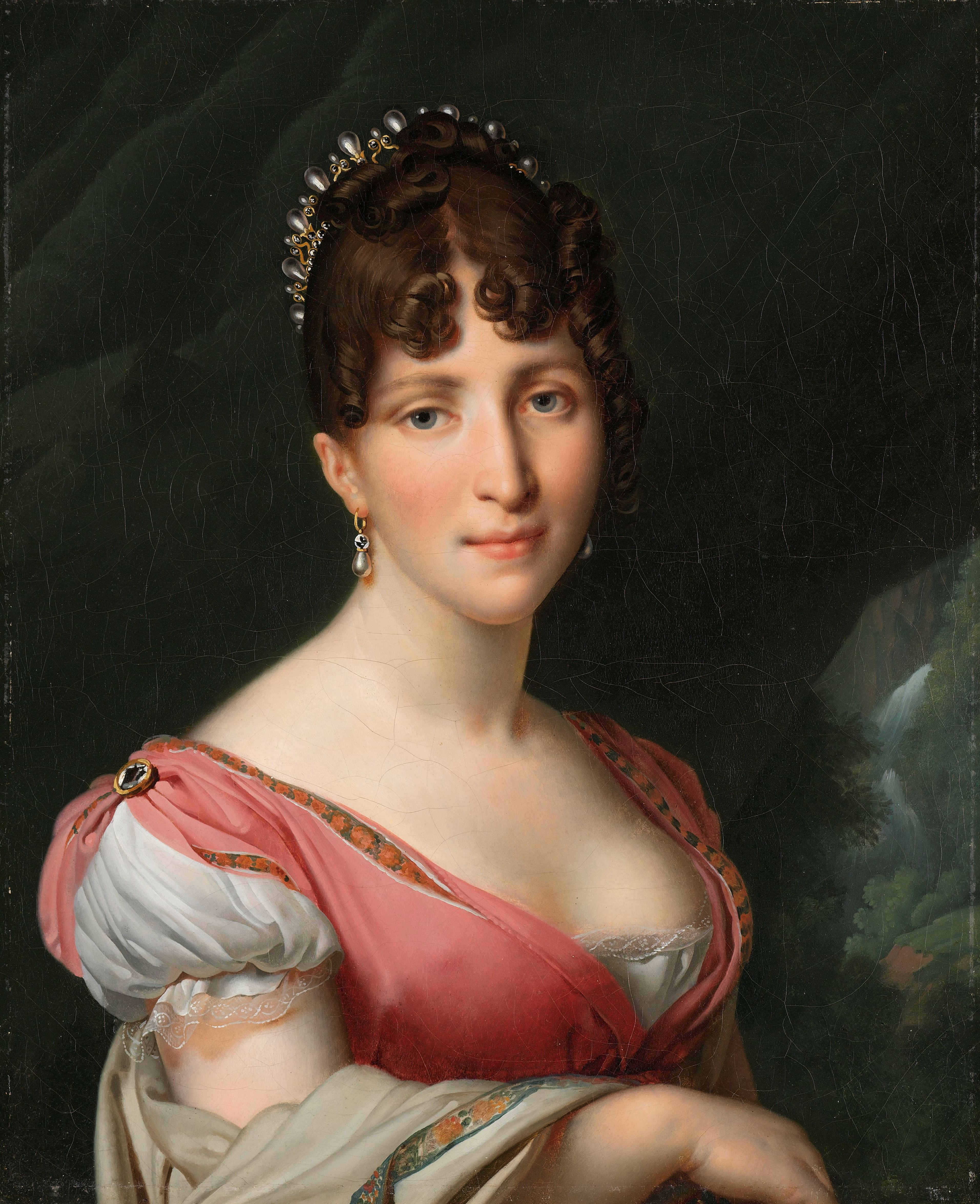
Hortense de Beauharnais, vers 1806-1809.

Euphémie suit la consulesse Bonaparte au palais du Luxembourg puis à celui des Tuileries. Après le sacre de Napoléon et de Joséphine comme empereur et impératrice des Français, le 2 décembre 1804, la domestique devient gênante pour le nouveau souverain, en raison des rumeurs, justifiées ou non, sur la parenté entre son épouse et la mulâtresse. L'empereur tient Euphémie pour responsable des dons importants que fait son épouse, qui sait se montrer prodigue envers les personnes moins favorisées. L'impératrice lui fait épouser Lefebvre, son valet de chambre, qui fut aussi au service de l'empereur. Lefebvre avait accompagné Eugène en Égypte, et avait développé une affection pour lui aussi importante que celle d'Euphémie, ce qui les avaient rapprochés. 
Durant l'empire, Hortense épouse Louis Bonaparte, frère de Napoléon, en 1802 et devient reine consort de Hollande en 1806. Eugène est fait vice-roi d'Italie en 1805. Le 15 décembre 1809, Joséphine est contrainte par Napoléon Ier de divorcer, puis elle s'éteint le 29 mai 1814, au château de Malmaison ; Euphémie assiste aux obsèques. En avril 1814, Napoléon Ier est contraint d'abdiquer le trône français suite de sa défaite militaire après la campagne de France. Il est envoyé en exil, sur l'île d'Elbe, une éphémère principauté entre la Corse et l'Italie, dont il est le souverain. Euphémie voit partir Eugène au congrès de Vienne.
Le 26 février 1815, Napoléon Ier avait fini par quitter l'île d'Elbe et chevauchait rapidement vers Paris. Hortense est soupçonnée d'avoir participé au complot et menacée d'arrestation. Le 11 mars 1815, vers onze heures du matin, Hortense demande asile à Euphémie, qui pleure de joie de la revoir. Elle la cache dans leur appartement, au troisième étage de la rue Duphot. Le couple Lefebvre fait monter Hortense dans une mansarde, au cinquième étage ; l'ancienne reine s'étonne d'y voir toutes les reliques gardées par l'ancienne gouvernante, ce qui la rend nostalgique. Hortense couche dans le lit d'Euphémie, celle-ci dans celui de son mari, ce dernier dans la mansarde. Le 20 mars, Napoléon Ier entre triomphalement à Paris et Hortense peut quitter l'appartement des Lefebvre.